# 凯蒂·斯特丁
凯蒂·斯特丁（英語：Katy Steding，1967年12月12日—），美国女子篮球运动员。她曾获得1996年夏季奥运会女子篮球比赛金牌以及1991年夏季世界大学生运动会女子篮球比赛金牌。